# فيليب بي. كيفر
فيليب بي. كيفر (بالإنجليزية: Philip B. Keefer)‏ هو عسكري أمريكي، ولد في 4 سبتمبر 1875 في واشنطن العاصمة في الولايات المتحدة، وتوفي بنفس المكان في 1949.